# Hanns Sachs

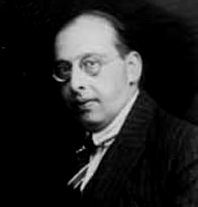
Hanns Sachs

Hanns Sachs (n. 10 ianuarie 1881, Viena, Austro-Ungaria – d. 10 ianuarie 1947, Boston, Massachusetts, SUA) a fost psihanalist austriac, s-a considerat întotdeauna un loial discipol al lui Freud, căruia îi zugrăvește în lucrările sale un portret plin de respect și simpatie.

## Biografie
Atât în teoriile sale, cât și în activitatea sa clinică, a rămas întotdeauna în cadrul teoriei freudiene.

## Traduceri în limba română
- "Psihanaliza și științele umaniste" (în colaborare cu Otto Rank), Traducere și îngrijire ediție: Brândușa Popa, Editura Herald, Colecția Psihoterapia, București, 2012, 224 p., ISBN 978-973-111-271-8